# 蜡块论证
蜡块论证（英語：是一个思想實驗，勒内·笛卡尔在他的《第一哲學沉思集》中创造。他通过蜡块论证来分析对于物体来说什么性质是必要的，以及展示我们对于世界的认知，相比于对于心灵的认知来说，有多么的不确定。最终论证他的理性主义思想。